# 체르니솁스키
체르니솁스키(러시아어: Черныше́вский, 야쿠트어: Чернышевскай)는 사하 공화국 미르니스키군에 위치한 도시로 미르니로부터 92 km 떨어진 지점에 있다. 중앙시베리아고원 남동쪽의 빌류이강 유역에 위치한다. 2010년 러시아 인구조사에 의하면, 체르니솁스키의 인구는 5,025명이다.
도시의 이름은 러시아의 철학자 니콜라이 체르니솁스키에서 유래했다.